# Norberto Peluffo
Norberto José Peluffo (Bucaramanga, 26 mei 1958) is een voormalig profvoetballer uit Colombia, die als middenvelder onder meer speelde voor Atlético Nacional uit Medellín. Hij stapte later het trainersvak in.

## Interlandcarrière
Peluffo nam met het Colombiaans voetbalelftal deel aan de Olympische Spelen van 1980 in Moskou, en speelde daar mee in alle (drie) groepswedstrijden. Ook deed hij mee aan de strijd om de Copa América 1983.

## Erelijst
Atlético Nacional
- Copa Mustang

1981